# De Dion-Bouton Type BN
Der De Dion-Bouton Type BN ist ein Pkw-Modell aus der Anfangszeit des 20. Jahrhunderts. Hersteller war De Dion-Bouton aus Frankreich.

## Beschreibung
Die Zulassung durch die nationale Zulassungsbehörde erfolgte am 18. September 1908. Vorgänger war der Type BG.
Der De-Dion-Bouton-Einzylindermotor hat 100 mm Bohrung, 120 mm Hub, 942 cm³ Hubraum, war damals in Frankreich mit 8 Cheval fiscal (Steuer-PS) eingestuft und leistet etwa genauso viel PS. Er ist vorne im Fahrgestell montiert und treibt über ein Dreiganggetriebe und eine Kardanwelle die Hinterräder an. Der Wasserkühler ist direkt vor dem Motor hinter einem deutlich sichtbaren Kühlergrill. Die Hinterachse ist eine De-Dion-Achse.
Die Basis bildet ein Pressstahlrahmen. Der Radstand beträgt 1910 mm, die Spurweite 1174 mm. Eine Fahrzeuglänge von 2750 mm ist bekannt. Die Vorderräder haben zehn Speichen, die Hinterräder zwölf.
Bekannt sind Aufbauten als Tonneau.
Das Modell wurde zwölf Monate lang produziert. Nachfolger wurde der Type CD, der am 28. September 1909 seine Zulassung erhielt.
Ein Fahrzeug wurde 2017 auf einer Auktion angeboten und für 30.000 Euro versteigert.